# Pomeni imen asteroidov: 82001–83000
Pregled pomenov imen asteroidov (malih planetov) od številke 82001 do 83000, ki jim je Središče za male planete dodelilo številko in so pozneje dobili tudi uradno ime  v skladu z dogovorjenim načinom imenovanja. Pregled je preverjen z Schmadelovim “Slovarjem imen malih planetov” (“Dictionary of Minor Planet Names”). 
Pregled pojasnjuje izvor oziroma pomen imen asteroidov, ki ga je priznala Mednarodna astronomska zveza (IAU). Nekateri asteroidi imajo imajo dodatno pojasnilo o izvoru imena, ki pa vedno ni popolnoma zanesljivo (oznaka “†” ali “‡“). 
| Ime             | Začasna oznaka | Izvor imena |
| 82001–82100     | 82001–82100    | 82001–82100 |
| --------------- | -------------- | --- |
| 82092 Kalocsa   | 2001 DV86      | mesto Kalocsa (hrvaško Kaloča), Madžarska, rojstni kraj drugega odkritelja † |
| 82101–82200     |                | |
| 82201–82300     |                | |
| 82232 Heuberger | 2001 JU        | Robert in Ruth Heuberger, švicarska gledališka podjetnika in prijatelja odkritelja † |
| 82301–82400     |                | |
| 82332 Las Vegas | 2001 LV6       | mesto Las Vegas, Nevada, ZDA, ob stoletnici mesta (1905–2005) † |
| 82401–82500     |                | |
| 82501–82600     |                | |
| 82601–82700     |                | |
| 82656 Puskás    | 2001 PQ13      | Ferenc Puskás (1927 – 2006), madžarski igralec nogometa † |
| 82701–82800     |                | |
| 82801–82900     |                | |
| 82901–83000     |                | |
| 82926 Jacquey   | 2001 QH110     | Anne-Marie Jacquey, francoski blagajnik pri Astronomskem društvu Monpellierja (Société astronomique de Montpellier) in član opazovalcev asteroidov na Observatoriju Pises (Observatoire des Pises ) † |

| Predhodnik: 81001–82000 | Pomeni imen asteroidov Seznam asteroidov (82001-82250) Seznam asteroidov (82251-82500) Seznam asteroidov (82501-82750) Seznam asteroidov (82751-83000) | Naslednik: 83001–84000 |